# Piet Kallenbach
Peter (Piet) Kallenbach (Bad Honnef, Aegidienberg, 30 december 1869 -  Den Bosch, 26 december 1940) was een Nederlands musicus van Duitse komaf.
Hij was zoon van hotelhouder Joseph Kallenbach en Christina Müller. Hij was getrouwd met Maria Wilhelmina Frederika Slager, een nicht van de Bossche kunstschilder Piet Slager. Kallenbach overleed twee maanden na de dood van zijn vrouw en werd begraven op Begraafplaats Orthen.
Hij kreeg zijn muziekopleiding aan de muziekschool in Aken en later aan het Conservatorium van Keulen. Hij kreeg onderricht in viool, piano, orgel en muziektheorie. Hij werd vervolgens muziekleraar aan het seminarium/Jezuïten-gymnasium in Katwijk aan den Rijn (1887-1896) en organist in de Sint-Janskathedraal in Den Bosch (van 1896 tot 1940). Hij werd daar ook leider van een mannenkoor en een vocaal zangkwartet, alsmede directeur van de Bossche muziekschool. Vooral het mannenkoor (later Koninklijk 's-Hertogenbosch Mannenkoor) had hoge kwaliteit, terug te lezen in een hoogste prijs tijdens een zangwedstrijd in Brussel (juli 1910). Eenzelfde prestatie haalde hij net niet met het Eindhovens Mannenkoor in 1939 te Luik. Hij gaf regelmatig concerten als violist en was betrokken bij inwijdingen van nieuw gebouwde orgels in Noord-Brabant.
Daarnaast vond hij tijd om enige werken op papier te zetten zoals Het lied (mannenkoor), Über Nacht (mannenkwartet), Drei Lieder (Ich grüsse dich, Frage en Rosenzeit), Welkomstzang (mannenkoor voor ontvangt Wilhelmina der Nederlanden in 1904), een Feestlied (mannenkoor voor 25-jarig jubileum burgemeester Petrus van der Does de Willebois in 1909) en Adoration.
In de muur van de Hinthamerstraat 74 (Jeroen Boschhuis, Muzerije) te Den Bosch zou een plaquette van hem te vinden zijn. Hij was sinds zijn 70ste verjaardag ereburger van 's Hertogenbosch.
Op His Master's Voice is een opname op schellak (10", 78-toeren) beschikbaar van genoemd koor onder leiding van Kallenbach met Hij leve lang van P. Jean van Paesschen en Wilhelmus van Nassoue van Anton Verheij.